# Ouriçangas
Ouriçangas é um município brasileiro do estado da Bahia.

## História
Na região, viviam índios da tribo dos Paiaiá (kiriris).
Chegam na região alguns colonizadores com sua família juntamente com os escravos negros para trabalhar na lavoura e na criação de gado. A partir desse momento a região passa a ter povos diferentes: o índio, o português e o negro.
Além desses, vieram padres jesuítas para catequizarem na região e construir igrejas, a exemplo da Igreja Matriz de Nossa Senhora que foi construída no século XVII e fundado em 1610. Segundo historiadores, uma das primeiras reformas que igreja sofreu, foi atribuído a Antônio Conselheiro.
O território integrava a sesmaria da casa da torre de Garcia D’ Ávila. Seu povoamento iniciou-se no final do século XVIII, quando o sertanista João Peixoto Viegas, ali instalou currais e introduziu a criação de gado. Dessa penetração formou-se o arraial Ouriçangas.
O topônimo Ouriçangas que é de origens tupi-guarani e significa fonte de água fresca.
Foi criado como distrito de Irará em 1843, e elevado a município em 1964.

## Administração Pública

### Prefeitos
Desde 1963, houve dez governos no município.
| Nº | Nome                          | Início | Término | Observações            |
| -- | ----------------------------- | ------ | ------- | ---------------------- |
| 1  | Pascoal Gualberto dos Santos  | 1963   | 1967    |                        |
| 2  | Milton de Cerqueira           | 1967   | 1971    |                        |
| 3  | Iderbal Gomes de Cerqueira    | 1971   | 1973    | governou apenas 2 anos |
| 4  | Milton de Cerqueira           | 1973   | 1977    | 2ª gestão              |
| 5  | Iderbal Gomes de Cerqueira    | 1977   | 1983    | 2ª gestão              |
| 6  | Ezequiel Alves dos Santos     | 1983   | 1989    |                        |
| 7  | Alfeu de Souza Fernandes      | 1989   | 1993    |                        |
| 8  | Ezequiel Alves dos Santos     | 1993   | 1997    |                        |
| 9  | Alfeu de Souza Fernandes      | 1997   | 2001    | 2ª gestão              |
| 10 | Givaldo da Paixão Santos      | 2001   | 2009    | se reelegeu em 2005    |
| 11 | Nildon da Silva               | 2009   | 2013    |                        |
| 12 | Givaldo da Paixão Santos      | 2013   | 2017    | 3ª gestão              |
| 13 | Antônio Dias Marques          | 2017   | 2020    |                        |
| 14 | Antônio Dias Marques          | 2020   | 2024    |                        |
| 15 | Ronivaldo Cerqueira De Araújo | 2025   | 2028    |                        |